# Fafan
La zone Fafan, anciennement zone Jijiga,  est une zone administrative de la région Somali en Éthiopie. Elle compte 967 652 habitants en 2007. Son chef-lieu est la capitale régionale Djidjiga.

## Woredas
La zone est connue dans les années 2000 sous le nom de « zone Jijiga », elle se compose alors de six woredas,, :
- Awbere ;
- Babille ;
- Gursum ;
- Harshin ;
- Jijiga ;
- Kebri Beyah.

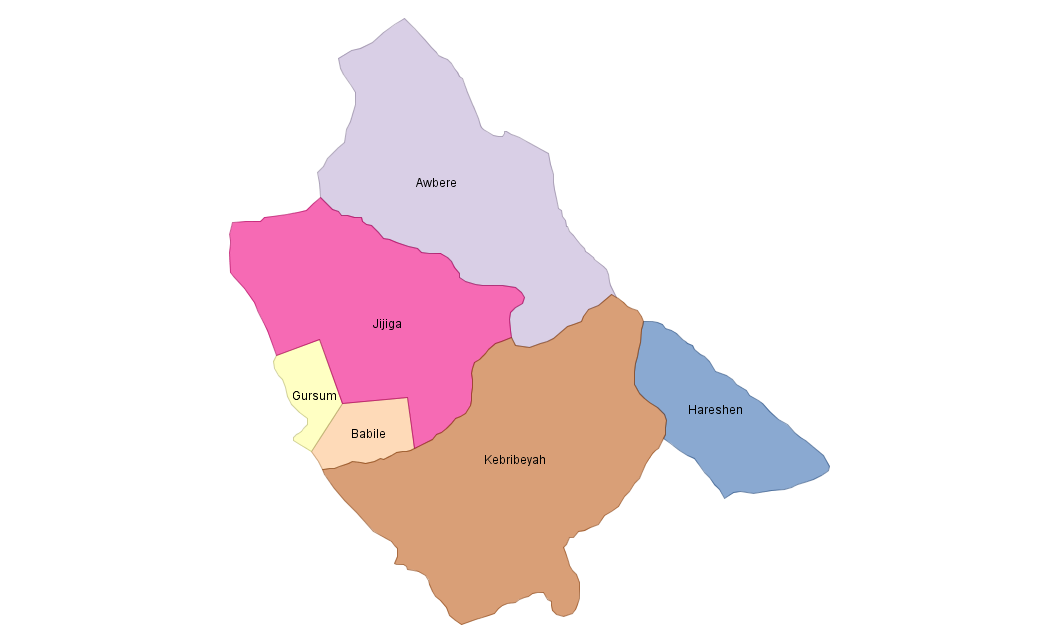
Carte de la zone Jijiga au début des années 2000.

Elle prend le nom de « zone Fafan » au plus tard en 2017 et comprend huit nouveaux woredas depuis 2020 :
Harawo et la ville de Wajale se détachent d'Awbere ;
l'ancien woreda Jijiga se subdivise approximativement entre Tuliguled, Shabeeley, Haroreys et la ville de Jijiga tandis que
Goljano, Koran/Mulla et la ville de Kebri Beyah se détachent du woreda Kebri Beyah,,.
Le woreda Babille de la région Somali disparaît entre-temps après avoir occupé jusqu'à 1 245 km2 en 2007 à l'ouest de son territoire initial.

## Démographie
Le recensement national de 2007 fait état pour la zone Jijiga d'une population de 967 652 habitants dont 21 % de citadins.
Près de 96 % des habitants sont des Somalis, 2 % sont des Amharas et 1 % sont des Oromos.
Le somali est la langue maternelle pour 95 % de la population, l'amharique pour 2 % et l'oromo pour 1 %.
Environ 97 % des habitants sont musulmans et 2 % sont orhodoxes.
Outre la capitale régionale, Jijiga ou Djidjiga, qui a 125 876 habitants en 2007, les principales agglomérations de la zone sont Wajale et Hart Sheik qui ont respectivement 14 438 et 14 012 habitants à la même date, suivies par Kebri Beyah (11 481 habitants), Derwonaji (11 421 habitants), Awbere (10 813 habitants) et Harshin (8 226 habitants). Les autres agglomérations ont moins de 5 000 habitants.
| Woreda      | Population 2007 | Agglomérations,                                 |
| ----------- | --------------- | ----------------------------------------------- |
| Awbere      | 339 503         | Togo Chale / Wajale, Derwonaji, Awbere, Lefeisa |
| Babille     | 77 317          | Babile                                          |
| Gursum      | 27 510          | Fafem, Bombas                                   |
| Harshin     | 80 244          | Harshin                                         |
| Jijiga      | 277 560         | Djidjiga                                        |
| Kebri Beyah | 165 518         | Hart Sheik, Kebri Beyah                         |

En 2022, la population est estimée sur le même périmètre à 1 426 384 personnes soit une densité de population de 91 personnes par km2 pour environ 15 607 km2 de superficie.
La zone atteint 16 654 km2 dans sa composition du début des années 2020.